# Vsevolods Zeļonijs
Vsevolods Zeļonijs (né le 24 février 1973 à Riga) est un judoka letton. Il participe aux Jeux olympiques d'été de 2000 dans la catégorie des poids légers et remporte la médaille de bronze. Il a participé à trois autres reprises aux Jeux olympiques (1992, 2004 et 2008) mais est éliminé dès les premiers tours de la compétition. Durant sa carrière sportive, il est monté également sur un podium mondial (1997) et sur plusieurs podiums européens.

## Palmarès

### Jeux olympiques
- Jeux olympiques de 2000 à Sydney,  Australie
  -  Médaille de bronze.